# Parkowa (Kotlina Jeleniogórska)
Parkowa (niem. Kuh Berg, Siegert Berg, 382 m n.p.m.) – wzniesienie w południowo-zachodniej Polsce, w Jeleniej Górze, w północnej części Kotliny Jeleniogórskiej, w północnej części Wzgórz Łomnickich.

## Położenie
Wzniesienie położone w północnej części Kotliny Jeleniogórskiej, na północnym skraju Wzgórz Łomnickich, na południe od dworca kolejowego w Jeleniej Górze.

## Opis
Parkowa jest niezbyt wysokim wzniesieniem Wzgórz Łomnickich, na ich północnej krawędzi. Opada dość stromo ku północy, a łagodnie w pozostałych kierunkach.

## Budowa geologiczna
Wzniesienie zbudowane z granitów karkonoskich w odmianie porfirowatej, średnio- i guboziarnistych, z widocznymi enklawami maficznymi. Zostało uformowane w wyniku ich selektywnego wietrzenia. Na szczycie i zboczach występują nieliczne, niewielkie granitowe skałki oraz bloki. Na niektórych skałkach widoczne są kociołki wietrzeniowe.

## Roślinność i zagospodarowanie
Wierzchołek i północne zbocza pokrywają lasy i zagajniki, częściowo o charakterze parkowym, wschodnie zbocza zajmują łąki i nieużytki, na pozostałe wkracza zabudowa willowa Jeleniej Góry.
W czasie wojny w zboczach Parkowej wykuto sztolnie i chodniki, mające być schronem przeciwlotniczym dla okolicznych mieszkańców i pasażerów kolei. Wyrobiska te są obecnie niedostępne. Pod szczytem zachowały się pozostałości bunkra.

## Turystyka
Pod szczytem Parkowej, obok skałek, przechodzi szlak turystyczny:
- żółty – prowadzący od dworca w Jeleniej Górze do Sosnówki przez Czarne, Witoszę, Staniszów i Grodną.